# Provinz Wakasa

Karte der japanischen Provinzen, Wakasa rot markiert

Wakasa (jap. 若狭国, Wakasa no kuni) oder Jakushū (若州) war eine der historischen Provinzen Japans. Sie lag auf dem Gebiet der heutigen westlichen Präfektur Fukui. Wakasa grenzte an die Provinzen Echizen, Ōmi, Tamba, Tango und Yamashiro.

## Geschichte
Als politisches Gebilde existierte Wakasa bereits vor der Einführung des Ritsuryō-Systems und des Taihō-Kodex der Nara-Zeit. Gemäß dem Nihonshoki regierte ein Kuni no miyatsuko über Wakasa, der ein Nachfahre des legendären Silla-Prinzen Amenohiboko gewesen sein soll. der sich während der Herrschaft von Kaiser Suinin in der Provinz Tajima niedergelassen hatte. Es gibt archäologische Hinweise darauf, dass das Gebiet bereits seit Mitte des 4. Jahrhunderts unter der Kontrolle des Yamato-Reichs stand. Die formelle Gründung von Wakasa erfolgte um das Jahr 701. Während der Heian-Zeit war Wakasa ein wichtiger Zulieferer von Salz, Fisch und Kombu an den Adel der Hauptstadt. Die genaue Lage der Provinzhauptstadt (kokufu) ist nicht bekannt, doch man nimmt an, dass sie sich in der Stadt Obama befand. Dort waren auch der Kokubun-ji und der Ichi-no-miya zu finden.
Aufgrund der Lage und strategischen Bedeutung übte der Hōjō-Klan während der Kamakura-Zeit direkt das Amt des Shugo der Provinz Wakasa aus. Nach dem Beginn der Muromachi-Zeit stellte der Shiba-Klan den Shugo, danach der Isshiki-Klan und schließlich eine Zweiglinie des Takeda-Klans. Während der Sengoku-Zeit waren die Takeda mächtige Unterstützer des Ashikaga-Shōgune und ihrer Kanrei aus dem Hosokawa-Klan. Als jedoch der Takeda-Klan wegen eines internen Nachfolgestreits in einen Bürgerkrieg verwickelt wurde, behauptete der Asakura-Klan aus dem benachbarten Echizen die Kontrolle. Die Asakura ihrerseits mussten sich Oda Nobunaga unterwerfen. Die Provinz wurde kurzzeitig von Niwa Nagahide gehalten, und unter der Herrschaft von Toyotomi Hideyoshi von Yamauchi Kazutoyo. 
Nach der Schlacht von Sekigahara im Jahr 1600 übertrug der siegreiche Tokugawa Ieyasu die Provinz an Kyōgoku Takatsugu, als Daimyō des 92.000 koku großen Obama-Lehens. Dieser begann mit dem Bau der Burg Obama und baute die alte Hafenstadt als Jōkamachi und Zentrum des Kitamaebune-Küstenhandelsnetzes wieder auf. Der Kyōgoku-Klan wurde 1634 in die Provinz Izumo versetzt. An dessen Stelle trat Sakai Tadakatsu, ein wichtiger Gefolgsmann des Shōgunats, der als Tairō unter Tokugawa Iemitsu und Tokugawa Ietsuna gedient hatte. Der Sakai-Klan regierte dann bis zum Ende der Edo-Zeit von Obama aus.

## Umfang
Die Provinz Wakasa umfasste folgende spätere Landkreise (gun):
- Mikata (三方郡)
- Ōi (大飯郡)
- Onyū (遠敷郡)